# Sotirios Kouvelas
Sotirios „Sotiris“ Kouvelas (griechisch Σωτήριος «Σωτήρης» Κούβελας, * 26. Mai 1936 in Amaliada, Westgriechenland) ist ein griechischer Politiker der Nea Dimokratia (ND), der Mitglied des Parlaments sowie mehrmals Minister war.

## Leben
Sotirios Kouvelas begann ein Studium im Fach Bauingenieurwesen an der Fakultät für Ingenieurwesen der Aristoteles-Universität Thessaloniki, das er 1960 abschloss. Ein späteres Studium an der Fakultät für Rechtswissenschaften und Wirtschaftswissenschaften der Universität von Thessaloniki schloss er 1972 mit Auszeichnung ab. Er wurde bei der Wahl vom 18. Oktober 1981 für die Nea Dimokratia (ND) erstmals zum Mitglied des Parlaments (Βουλή των Ελλήνων) gewählt und vertrat in diesem mit kurzen Unterbrechungen bis zum 11. Februar 2004 den Wahlkreis Thessaloniki.
Während dieser Zeit war Kouvelas zwischen 1986 und 1989 zugleich Bürgermeister von Thessaloniki und übernahm am 2. Juli 1989 im Kabinett Tzannis Tzannetakis bis zum 12. Oktober 1989 den Posten als Minister für Umwelt, Raumplanung und öffentliche Arbeiten. Im Kabinett Xenophon Zolotas fungierte er vom 23. November 1989 bis zu seiner Ablösung durch Georgios Mylonas am 13. Februar 1990 als Kulturminister. Am 11. April 1990 wurde er zum Innenminister in das Kabinett Konstantinos Mitsotakis berufen und hatte diesen Ministerposten bis zum 8. August 1991 inne, woraufhin Nikolaos „Nikos“ Kleitos seine Nachfolge antrat. Im Zuge dieser Kabinettsumbildung löste er wiederum Michalis Papakonstantinou am 8. August 1991 als Landwirtschaftsminister ab und hatte diesen Posten bis zu seiner Ablösung durch Sotirios Chatzigakis am 31. Oktober 1991 inne. Daraufhin übernahm er im Rahmen der neuerlichen Regierungsumbildung am 31. Oktober 1991 von Miltiadis Evert das Amt als Minister beim Präsidenten der Regierung, das er bis zum Ende der Amtszeit von Ministerpräsident Konstantinos Mitsotakis am 13. Oktober 1993 innehatte.

## Kouvelas-Loch
Für die nach vielen Jahren Bauzeit eröffnete Metro Thessaloniki wurden während der Amtszeit von Kouvelas als Bürgermeister der Stadt eine Strecke geplant und gebaut, deren Nutzung sich für die jetzige U-Bahn als unwirtschaftlich erwies. Der alte Rohbau wird von Kritikern seitdem als Kouvelas-Loch (nach dem Namen des damaligen Bürgermeisters) verspottet. Bis heute sind Pumpen in Betrieb, die dieses unterirdische Bauwerk vor eindringendem Wasser trockenhalten, verschiedene Nutzungspläne scheiterten.